# Amblyomma americanum
|  | Dieser Artikel wurde aufgrund von formalen oder inhaltlichen Mängeln in der Qualitätssicherung Biologie zur Verbesserung eingetragen. Dies geschieht, um die Qualität der Biologie-Artikel auf ein akzeptables Niveau zu bringen. Bitte hilf mit, diesen Artikel zu verbessern! Artikel, die nicht signifikant verbessert werden, können gegebenenfalls gelöscht werden. Lies dazu auch die näheren Informationen in den Mindestanforderungen an Biologie-Artikel. |

Amblyomma americanum, deutsch in den Medien meist als Lone-Star-Zecke, gelegentlich auch als Einzelsternzecke bezeichnet, ist eine Zecke (Ordnung Ixodida) aus der Gattung Amblyomma und Vektor verschiedener Krankheitserreger. Sie ist im Englischen auch als Lone Star Tick, Northeastern Water Tick oder Turkey Tick bekannt. Amblyomma americanum ist in Nordamerika heimisch, wurde aber bereits in Island entdeckt.
Die durch den Stich der Lone-Star-Zecke ausgelöste Fleischallergie ist das Alpha-Gal-Syndrom (AGS). Die Betroffenen reagieren nach dem Stich allergisch auf das Disaccharid Galactose-α-1,3-galactose (kurz Alpha-Gal), das im Fleisch der meisten Säugetiere vorkommt.
Laut der US-Gesundheitsbehörde CDC sind zwischen 2010 und 2022 mehr als 110.000 Verdachtsfälle des Alpha-Gal-Syndroms (AGS) identifiziert worden. Da die Krankheit in der Gesundheitsversorgung und bei Patienten aber oft kein Begriff ist und deswegen häufig nicht darauf getestet wird, werden bis zu 450.000 Fälle vermutet.

Verbreitungskarte: In den roten Gebieten ist die Art ursprünglich heimisch, in den blauen Gebieten wurde sie eingeschleppt.